# Чечера (приток Малой Свияги)
Чечера — река в России, протекает по Кузоватовскому району Ульяновской области. Устье реки находится в 6,6 км от устья Малой Свияги по левому берегу. Длина реки составляет 11 км, площадь водосборного бассейна — 62 км². На реке расположено село Смышляевка.

## Данные водного реестра
По данным государственного водного реестра России относится к Верхневолжскому бассейновому округу, водохозяйственный участок реки — Свияга от истока до села Альшеево, речной подбассейн реки — Волга от впадения Оки до Куйбышевского водохранилища (без бассейна Суры). Речной бассейн реки — (Верхняя) Волга до Куйбышевского водохранилища (без бассейна Оки).
Код объекта в государственном водном реестре — 08010400512112100002035.